# Elektroniczne nieposłuszeństwo obywatelskie
Elektroniczne nieposłuszeństwo obywatelskie (ang. electronic civil disobedience, ECD) – dowolny typ obywatelskiego nieposłuszeństwa wykorzystujący techniki informatyczne dla przeprowadzenia akcji. W praktyce chodzi tu głównie o wykorzystanie Internetu. ECD jest współczesną formą obywatelskiego nieposłuszeństwa, którego pionierem był żyjący w XIX w. amerykański pisarz i filozof Henry David Thoreau, autor programowego eseju Walden; or, Life in the Woods.
Elektroniczne nieposłuszeństwo obywatelskie jest wykorzystywane zarówno w akcjach politycznej i społecznej natury, jak i w akcjach skierowanych przeciwko konkretnym podmiotom – przykładem były ataki skierowane przeciwko firmom komputerowym uznanym w pewnych środowiskach za szkodzące rozwojowi informatyki (np. sprawa własności fragmentów kodu w systemie operacyjnym Linux). Specyfika ECD polega na tym, że angażuje znaczną liczbę osób, które wykonują formalnie zgodne z prawem czynności (np. wielokrotne wczytywanie stron internetowych), ale suma tych czynności jest niszcząca dla atakowanego serwera.